# Station Wehrden (Weser)
Station Wehrden (Weser) (Haltepunkt Wehrden (Weser)) is een spoorwegstation in de Duitse plaats Wehrden, in de deelstaat Noordrijn-Westfalen. Het station ligt aan de spoorlijn Ottbergen - Northeim. Tot 1984 kruiste hier ook de spoorlijn Scherfede - Holzminden. 

## Indeling
Het station heeft één zijperron zonder overkapping. Wel staan er abri's op het perron. Het perron is te bereiken vanaf de straat Weredunstraße, waar ook de bushalte van het station ligt. Vroeger was dit perron onderdeel van een eilandperron: aan de andere zijde reden de treinen van Holzminden naar Scherfede.

## Verbindingen
De volgende treinserie doet het station aan:
| Serie | Treinsoort                  | Route | Bijzonderheden                                                                       |
| ----- | --------------------------- | --- | ------------------------------------------------------------------------------------ |
| RB 85 | Regionalbahn (NordWestBahn) | Ottbergen – Wehrden (Weser) – Lauenförde-Beverungen – Bodenfelde – Offensen (Kr Northeim) – Adelebsen – Göttingen | Oberweser-Bahn eenmaal per twee uur in het weekend, gekoppeld in Ottbergen aan RB 84 |